# Culinária da Guiné-Bissau

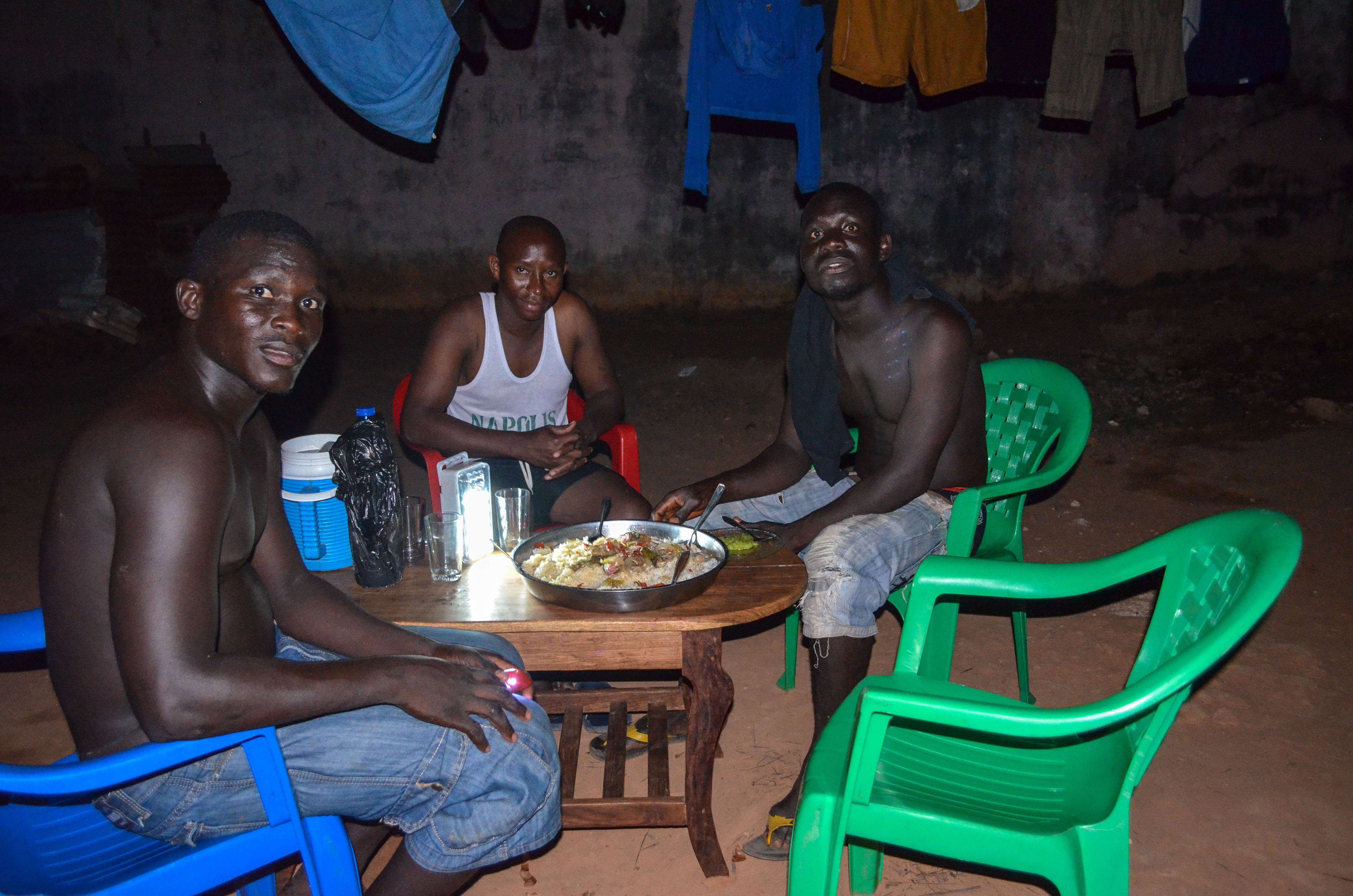
Pessoas que compartilham uma comida à noite em Bissau.

A culinária do Guiné-Bissau é a cultura alimentar do povo Guineense. O arroz é o alimento base para a população da Guiné-Bissau principalmente os cidadãos que vivem nas zonas rurais.
O peixe é normalmente usado para acompanhar maioria dos molhos tradicionais.

Os Portugueses importaram o amendoim. Usa-se também o azeite de palmito. Que é usado para fazer Caldo de Citi, uma comida deliciosa para comer com Malagueta. 

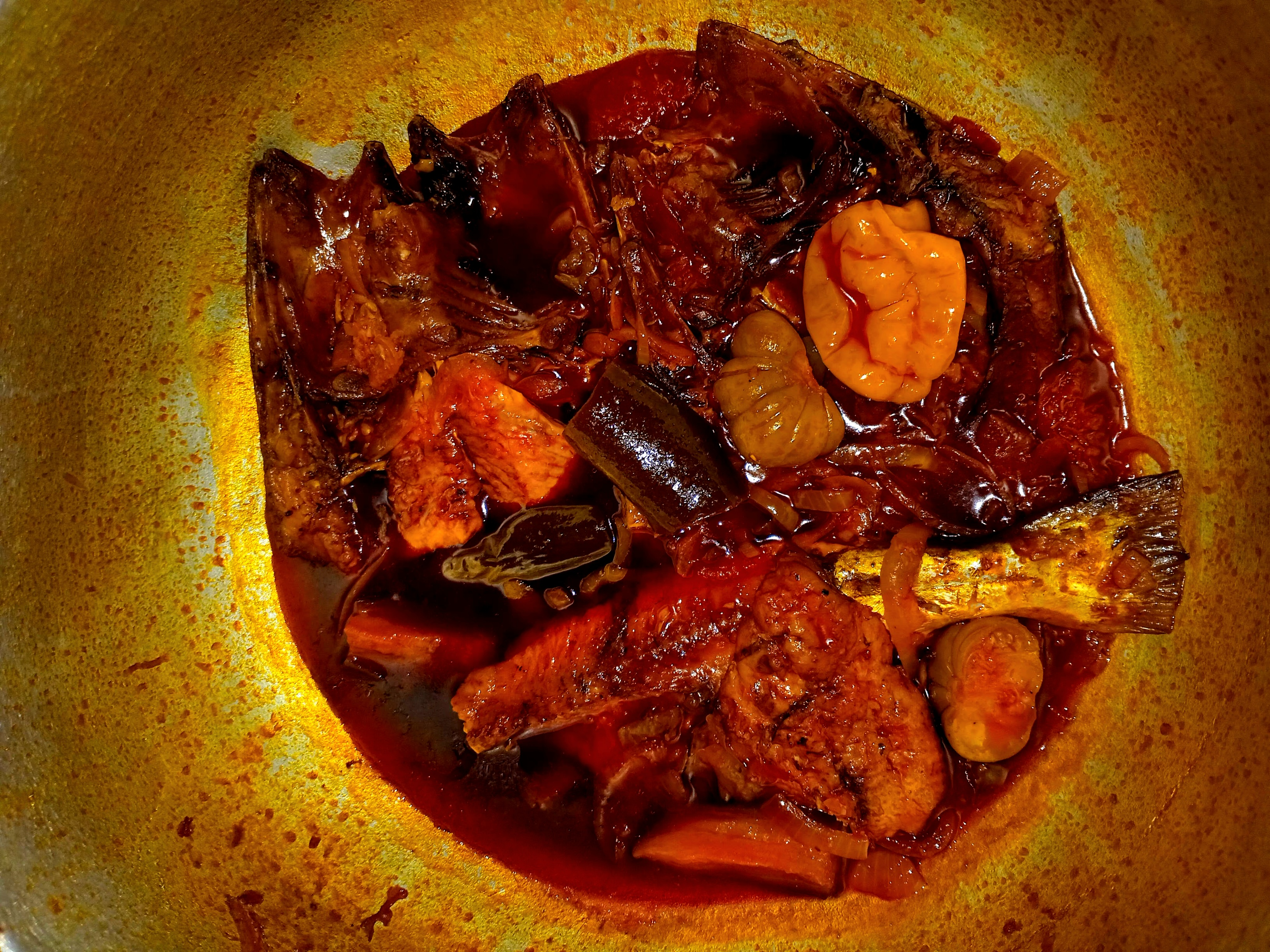
Caldo de citi com Bagre fumado

pimenta-da-guiné.

## Comidas

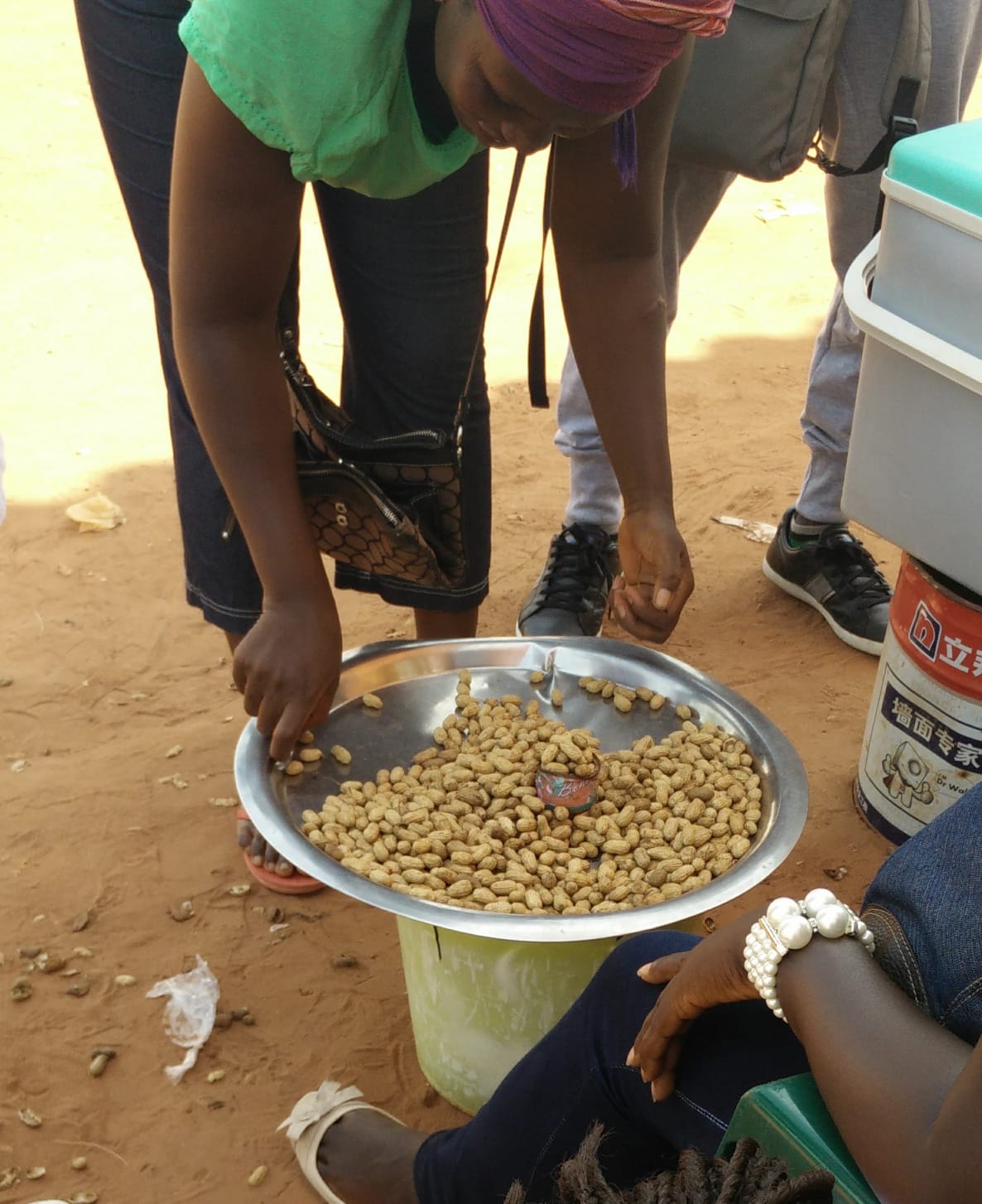
Vendedora de rua a vender Mancarra (Amendoim)

- Caldo de mancarra
- Caldo de tcheben
- Cafriela
- Caldo de Citi
- FutiVendedora de rua a vender Mancarra (Amendoim)
- Peixe seco
- Chá verde
- Sardinha
- Cuscuz de milho

seja- bem vindo